# Kalinin (cruzador)
Kalinin (Калинин) foi um dos seis cruzadores da classe Kirov (oficialmente conhecidos como Projeto 26) construídos para a Frota Naval Militar Soviética no Extremo Oriente Russo a partir de componentes enviados da Rússia europeia durante a Segunda Guerra Mundial. O navio foi um dos últimos pares construídos, conhecido como subclasse do Projeto 26bis2. Concluído no final de 1942 e designado para a Frota do Pacífico, ele não entrou em ação durante a Guerra Soviético-Japonesa em 1945 e serviu na Guerra Fria. Às vezes servindo como nau capitânia, sua carreira no pós-guerra transcorreu sem intercorrências até que ele foi desarmado e convertida em um quartel flutuante em 1960. Ele foi desfeito no início dos anos 1960.

## Descrição
O design dos Kirovs foi derivado dos cruzadores leves italianos da classe Duca d'Aosta, modificados para se adequar ao seu armamento mais poderoso. Os dois navios do Projeto 26bis2 eram ligeiramente maiores do que os navios anteriores do Projeto 26 e 26bis e foram equipados com um armamento antiaéreo diferente. Kalinin tinha 187 m de comprimento na linha d'água e 191,2 m de comprimento total. Ela tinha uma boca de 17,66 m e um calado entre 5,88 e 6,3 m. O navio deslocou 8.400 toneladas em carga padrão e 10.040 t em carga total. Sua tripulação contava com 812 oficiais e homens durante a guerra.
Os navios da classe Kirov eram movidos por dois conjuntos de turbinas a vapor com engrenagens TV-7, cada uma acionando um único eixo de hélice usando vapor fornecido por seis caldeiras Yarrow-Normand. As turbinas foram projetadas para produzir 110.000 cavalos de potência (82.000 kW), que se destinavam a dar aos navios uma velocidade de 37 nós (69 km/h). Em seus testes no mar, Kalinin atingiu apenas 36 nós (67 km) de 126.900 shp (94.629 kW). Sem sobrecarga, ela só era capaz de 32,5 nós (60,2 km) em 1945. Os Kirovs carregavam óleo combustível suficiente para dar a eles uma autonomia de 5.590 milhas náuticas (10.350 km) a 18 nós (33 km/h).

### Armamento, blindagem e sensores
A bateria principal da classe Kirov consistia em nove canhões B-1-P de 180 milímetros ao contrário de seus meios-irmãos anteriores construídas na Rússia europeia, seu armamento secundário inicialmente consistia em oito canhões antiaéreos (AA) 34-K de 76,2 milímetros as armas B-34 originalmente destinadas a serem usadas tiveram problemas de produção. Os canhões 34-K foram um paliativo até que o canhão AA 52-K de 85 milímetros do Exército pudesse ser acoplado ao suporte do 34-K e colocado em produção como 90-K. Eles substituíram os canhões 34-K em maio de 1943. Os canhões AA leves inicialmente consistiam em seis canhões AA 21-K semiautomáticos de 45 milímetros, dez canhões AA 70-K totalmente automáticos de 37 milímetros e seis metralhadoras de 12,7 milímetros, mas foram aumentadas significativamente durante a guerra. Em 1945, Kalinin trocou seus canhões 21-K por nove canhões 70-K adicionais, dos quais quatro foram montados em telhados de torres e os outros na superestrutura. Em 1957, seu armamento antiaéreo leve consistia em apenas nove suportes V-11 de 37 mm com motor duplo. Seis tubos de torpedo 39-Yu de 533 milímetros foram montados em duas montagens triplas, uma em cada lateral. O cruzador podia montar trilhos para carregar entre 100 e 164 minas e suportes para cinquenta cargas de profundidade, mas em 1945, ela podia carregar de 100 a 106 minas e tinha dois ou quatro lançadores para suas 66 cargas de profundidade.
Os cruzadores do Projeto 26bis e do Projeto 26bis2 compartilhavam a mesma configuração de blindagem: o cinturão da linha d'água, a torre e a armadura de barbeta tinham 70 milímetros de espessura. O convés era protegido por placas blindadas de 50 milímetros, enquanto as da torre de comando tinham 150 milímetros de espessura.
Inicialmente construído sem sonar, Kalinin recebeu o sistema Lend-Lease ASDIC-132, que os soviéticos chamavam de Drakon-132, bem como o sistema experimental soviético Mars-72 em 1945. Como construído, ela não tinha radares, mas em 1944 ela estava equipada com radares Lend-Lease britânicos e americanos, bem como sistemas projetados pelos soviéticos. Um britânico Type 291 e um radar SG americano foram usados para busca aérea. Um par de radares soviéticos Yupiter-1 foi usado para controle de tiro da bateria principal, enquanto o controle de fogo antiaéreo foi fornecido por dois radares britânicos Tipo 282. Ele foi planejado para ser equipado com uma única catapulta ZK-2b na linha central entre seus funis com capacidade para dois hidroaviões Beriev KOR-2, mas foi concluída sem a catapulta, que não pôde ser enviada da sitiada Leningrado a tempo. No lugar da catapulta, seis canhões 70-K foram adicionados. A catapulta foi instalada posteriormente, com Kalinin conduzindo testes de mar com a catapulta e o KOR-2 em 1945. A catapulta foi removida em outubro de 1947, pois o radar substituiu o uso de aeronaves para corrigir o tiroteio do navio.

## Serviço
Kalinin foi um dos dois cruzadores do Projeto 26bis2, o terceiro par de cruzadores da classe Kirov. Ele foi montado no recém-construído Estaleiro nº 199, Komsomolsk-on-Amur, como estaleiro número 7, a partir de componentes construídos no Estaleiro nº 189 em Leningrado. Foi lançado em 12 de agosto de 1938, lançado da doca seca em 8 de maio de 1942 e rebocado pelo rio Amur até Vladivostok para conclusão. Sua construção foi prolongada por entregas atrasadas de fábricas na Rússia europeia e pela doca seca mal construída. Por exemplo, suas hélices tiveram que ser enviadas de Leningrado depois de ter sido cercada pelos alemães e seus eixos de hélice tiveram que ser transportados da fábrica de Barrikady em Stalingrado em 1942 antes de ser destruída pelos alemães. O cruzador juntou-se à Frota do Pacífico em 31 de dezembro após completar seus testes no mar, e entrou oficialmente em serviço exatamente um mês depois, quando o jaque naval soviético foi colocado a bordo dele. Ao entrar em serviço, Kalinin tornou-se a nau capitânia do Destacamento das Forças da Luz da Frota do Pacífico. Ela conduziu treinamento de combate na Baía de Ussuri, rastreada por caça-minas, sub-caçadores e torpedeiros, além de cobertura aérea fornecida por aeronaves antissubmarino.
O navio recebeu ordens de se preparar para a transferência para a Frota do Norte soviética junto com o contratorpedeiro Revnostny pela Rota do Mar do Norte em 24 de abril de 1943 devido à crença soviética de que a Frota do Norte era mais fraca do que seus oponentes alemães. Ele estava programado para partir em 25 de junho. Durante o mês de maio, foram feitos extensos preparativos para a viagem no Estaleiro nº 202, que incluíram a instalação de hélices especiais com pás removíveis e o reforço de seu casco para suportar a pressão do gelo. Após o cancelamento da transferência sem explicação em 1º de junho, Kalinin foi retirado da doca seca, embora as alterações tenham permanecido no local até maio de 1944. Ele estava em reparos durante a invasão soviética da Manchúria em 1945, não tendo sido prevista a inclusão na operação.
Kalinin foi declarado o melhor navio da Frota do Pacífico por seu desempenho em treinamento durante 1946, ganhando quatro prêmios. O cruzador tornou-se parte da 5ª Frota entre 17 de janeiro de 1947 e 23 de maio de 1953, quando a Frota do Pacífico foi temporariamente dividida. Ele foi para o mar em 1951 para testes de artilharia sob a bandeira do comandante da 5ª Frota, Yury Panteleyev, com o comandante-chefe das forças no Extremo Oriente, marechal Rodion Malinovsky, e o comandante do Distrito Militar de Primorsky, general Sergey Biryuzov observando o disparo. Kalinin hospedou Malinovsky, Nikita Khrushchev, Anastas Mikoyan, Nikolai Bulganin e o almirante Nikolai Kuznetsov durante sua visita à Frota do Pacífico em outubro de 1954 e demonstrou seus canhões principais enquanto eles estavam a bordo. Ele passou o período pós-guerra em missões de treinamento de rotina até ser desativado em Vladivostok em 7 de maio de 1956. Kalinin foi reativado em 1º de dezembro de 1957 antes de ser desarmado e convertido em quartel flutuante em 6 de fevereiro de 1960, sendo renomeado PKZ-21 em 14 março daquele ano. Kalinin foi retirado da frota em 12 de abril de 1963, antes de ser transferida para Sovetskaya Gavan para conversão em sucata em 10 de agosto.